# Premio Europeo de Ciencia Hipatia
El Premio Europeo de Ciencia Hipatia (en catalán: Premi Europeu de Ciència Hipàtia) lo otorga el Ayuntamiento de Barcelona a personas vinculadas al ámbito de la ciencia como recompensa a la mejor trayectoria de una persona en el terreno de la ciencia y la investigación. Su primera edición se celebró en 2018.

## Premio
Este galardón se enmarca en el programa Barcelona, ciudad de ciencia, promovido por el consistorio para impulsar el compromiso de Barcelona con la ciencia, con el objetivo final de proyectar la ciudad como capital europea de investigación e innovación. El premio cuenta con una dotación económica de 30 000 euros.
De periodicidad anual, el premio se otorga en colaboración con la Academia Europæa (Academia Europaea-Barcelona Knowledge Hub, AE-BKH). El nombre del galardón proviene de la filósofa y científica Hipatia de Alejandría (c. 355-415), como forma de reconocer el papel de la mujer en la ciencia. Por ello, las bases del certamen establecen que al menos una de cada tres ganadores deberá ser mujer.
La dedicación del premio se hará de forma trienal en tres ámbitos distintos:
- Ciencia y tecnología
- Ciencias de la vida y de la salud
- Humanidades y ciencias sociales

## Ganadores
- I Edición (2018) Ciencia y tecnología: László Lovász, matemático húngaro.[3]
- II Edición (2021) Ciencias de la vida y de la salud: Ilaria Capua, viróloga italiana.[4]
- III Edición (2022) Humanidades y ciencias sociales: Nancy Cartwright, filósofa estadounidense.[5]
- IV Edición (2024) Ciencia y tecnología: Nuria Oliver, investigadora española en inteligencia artificial.[6]
- V Edición (2025) Ciencias de la vida y de la salud: Svante Pääbo, biólogo y genetista sueco.[7]